# Генерал-губернатор Гренады
Генера́л-губерна́тор Гренады (англ. Governor-General of Grenada) — представитель монарха Гренады (в настоящее время король Карл III). Поскольку монарх не может находиться во всех Королевствах Содружества, он назначает представителей для осуществления своих обязанностей в качестве короля Гренады. Генерал-губернаторы несут ответственность за назначение премьер-министра, а также других министров правительства после консультаций с премьер-министром.
В течение мятежа Бернарда Коарда и последующей интервенции США генерал-губернатор Пол Скун находился под домашним арестом.

## Список генерал-губернаторов Гренады
|       | Портрет      | Имя                                                                                  | Вступил в должность | Покинул должность |
| ----- | ------------ | ------------------------------------------------------------------------------------ | ------------------- | ----------------- |
| 1     | Флаг Гренады | Сэр Лео Виктор де Гейл (1921—1986) англ. Leo Victor de Gale                          | 7 февраля 1974      | 30 сентября 1978  |
| 2     |              | Сэр Пол Годвин Скун (1935—2013) англ. Paul Godwin Scoon                              | 30 сентября 1978    | 31 июля 1992      |
| и. о. | Флаг Гренады | Сэр Реджиналд Освальд Палмер (1923—2016) англ. Reginald Oswald Palmer                | 31 июля 1992        | 6 августа 1992    |
| 3     | Флаг Гренады | Сэр Реджиналд Освальд Палмер (1923—2016) англ. Reginald Oswald Palmer                | 6 августа 1992      | 8 августа 1996    |
| 4     |              | Сэр Дэниел Чарльз Уильямс (1935—2024) англ. Daniel Charles Williams                  | 8 августа 1996      | 18 ноября 2008    |
| 5     |              | Сэр Карлайл Арнольд Глин (1932—2021) англ. Carlyle Arnold Glean                      | 18 ноября 2008      | 7 мая 2013        |
| 6     |              | Дама Сесиль Эллен Флёретт Ла Гренейд (1952—) англ. Cécile Ellen Fleurette La Grenade | 7 мая 2013          | действующий       |